# Siaka Tiéné
Siaka Tiéné   (Abidjan, 22 de febrer de 1982) és un exfutbolista ivorià de la dècada de 2000.
Fou internacional amb la selecció de futbol de Costa d'Ivori amb la qual participà en la Copa del Món de futbol de 2010.
Pel que fa a clubs, destacà a AS Saint-Étienne, Paris Saint-Germain FC i Montpellier HSC.